# Tom Poston

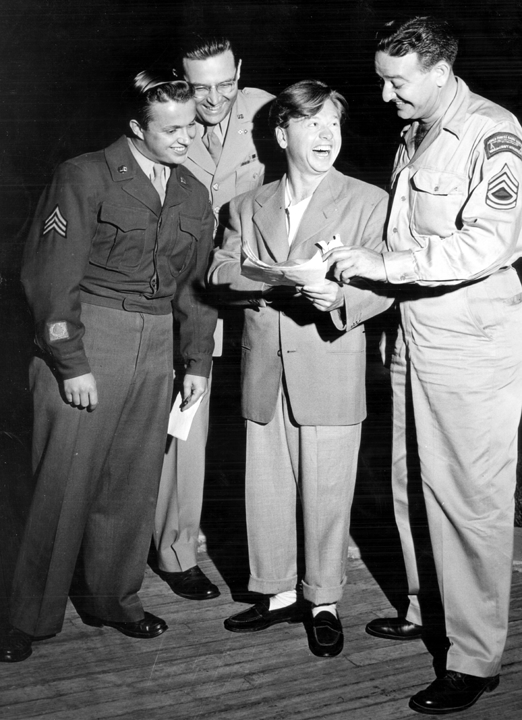
Tom Poston (rechts) mit Mickey Rooney und anderen Akteuren der Steve Allen Show (1959)

Thomas „Tom“ Poston (* 17. Oktober 1921 in Columbus, Ohio; † 30. April 2007 in Los Angeles, Kalifornien) war ein US-amerikanischer Schauspieler. Er startete seine Karriere als Fernsehschauspieler in den 1950er Jahren, arbeitete aber auch als Moderator für Gameshows und Unterhaltungssendungen, sowie als Bühnen- und Filmdarsteller.

## Leben und Werk
Nach der Highschool und dem Besuch des Bethany College in West Virginia, die er mit Kriegsbeginn vorzeitig abbrach, zog es Poston 1941 in die United States Army Air Forces. Bei den Luftstreitkräften wurde er in der Offizier-Schule angenommen und schließlich zum Piloten ausgebildet. Als Pilot wurde er im Zweiten Weltkrieg in Europa eingesetzt, wo er unter anderem Fallschirmjäger für die Invasion in der Normandie absetzte. Daneben diente er im Nördlichen Afrika, Italien, Frankreich und England. Für seine Verdienste als Pilot wurde er mehrfach mit Tapferkeitsmedaillen ausgezeichnet.
Nach Kriegsende zog es ihn nach New York City, wo er ein Schauspielstudium am American Academy of Dramatic Arts aufnahm und 1947 in José Ferrers Cyrano de Bergerac debütierte. Es folgten weitere Bühnenstücke, als er in den 1950er Jahren das Medium Fernsehen für sich entdeckte. Mit Kollegen wie Louie Nye, Wally Steuermann und Don Knotts trat er von 1956 bis 1960 als Comedian in der The Steve Allen Show auf. Er erlangte so schnell Popularität und wurde 1959 für seine Darbietungen in der Show mit einem Emmy ausgezeichnet. Anschließend versuchte er sich neben dem Engagement als Darsteller in Broadway-Stücken, auch als Teilnehmer diverser Fernsehquizsendungen. Poston konzentrierte sich verstärkt auf eine Karriere beim Fernsehen und wirkte über Jahrzehnte, dank seines komischen Talents, in diversen Filmen und Serien mit, aber auch in Varietévorführungen, Situationskomödien und Talk-Shows. Seine Leinwandkarriere beschränkte sich hingegen auf eher kleinere Rollen.
Poston war in vierter Ehe mit der Schauspielerin Suzanne Pleshette verheiratet.

## Filmografie (Auswahl)
- 1950: Tom Corbett, Space Cadet (Fernsehserie, Folge The Mystery of Alkar)
- 1952: Mädels ahoi (Skirts Ahoy!)
- 1953: Chicago – 12 Uhr Mitternacht (City That Never Sleeps)
- 1956–1960: The Steve Allen Show (Fernsehserie, 95 Folgen)
- 1962: Zotz!
- 1963: Das alte finstere Haus (The Old Dark House)
- 1964: Preston & Preston (The Defenders, Fernsehserie, 2 Folgen)
- 1971: Der 25 Millionen Dollar Preis (Cold Turkey)
- 1975–1976: On the Rocks (Fernsehserie, 13 Folgen)
- 1975–1977: The Bob Newhart Show (Fernsehserie, 5 Folgen)
- 1979: Beanes of Boston
- 1979–1981: Mork vom Ork (Mork & Mindy; Fernsehserie, 54 Folgen)
- 1982–1990: Newhart (Fernsehserie, 184 Folgen)
- 1990: Ein perfekter kleiner Mord (A Quiet Little Neighborhood, a Perfect Little Murder, Fernsehfilm)
- 1993: Dr. Quinn – Ärztin aus Leidenschaft (Fernsehserie, Folge Stimmen aus dem Jenseits)
- 1994–1995 Alle unter einem Dach (Fernsehserie, 3 Folgen)
- 1995–1997: Hör mal, wer da hämmert (Home Improvement; Fernsehserie, 3 Folgen)
- 1995–1998: Grace (Fernsehserie, 32 Folgen)
- 1998: Jagabongo – Eine schrecklich nette Urwaldfamilie (Krippendorf’s Tribe)
- 1999: An deiner Seite (The Story of Us)
- 1999: Diagnose: Mord (Diagnosis: Murder; Fernsehserie, Folge The Roast)
- 2002–2003: Die wilden 70er (That ’70s Show; Fernsehserie, 3 Folgen)
- 2003: Beethoven auf Schatzsuche (Beethoven’s 5th)
- 2004: Plötzlich Prinzessin 2 (The Princess Diaries 2: Royal Engagement)
- 2004: Verrückte Weihnachten (Christmas with the Kranks)
- 2005: Committed (Fernsehserie, 13 Folgen)
- 2006: Hotel Zack & Cody (Fernsehserie, Folge Ah, Wilderness)